# トッド・ヘイズ
トッド・ヘイズ（Todd Hays、1969年5月21日 - ）は、アメリカ合衆国のボブスレー選手。格闘家。アポロ・ジム所属。

## 来歴

### ボブスレー
- 2002年ソルトレークシティオリンピックでボブスレー4人乗りで銀メダルを獲得。2人乗りでも4位入賞。
- 2006年トリノオリンピックでは4人乗り、2人乗りそれぞれで7位入賞している。

### K-1
- 1993年4月3日、第1回K-1グランプリの第一試合に出場し、佐竹雅昭に右ローキックでKO負けを喫した。

### 総合格闘技
- 1995年4月20日、VALE TUDO JAPAN OPEN 1995に出場。1回戦で木村浩一郎にフロントチョークで一本勝ちするも、負傷により準決勝を棄権した。

## 戦績

### キックボクシング
- K-1: 1戦 1敗

| 勝敗 | 対戦相手 | 試合結果                   | 大会名                        | 開催年月日   |
| ×    | 佐竹雅昭 | 2R 0:45 KO（右ローキック） | K-1 GRAND PRIX 1993 【1回戦】 | 1993年4月3日 |

### 総合格闘技
| 総合格闘技 戦績 | 総合格闘技 戦績 | 総合格闘技 戦績 | 総合格闘技 戦績 | 総合格闘技 戦績 | 総合格闘技 戦績 | 総合格闘技 戦績 |
| --------------- | --------------- | --------------- | --------------- | --------------- | --------------- | --------------- |
| 1 試合          | (T)KO           | 一本            | 判定            | その他          | 引き分け        | 無効試合        |
| 1 勝            | 0               | 1               | 0               | 0               | 0               | 0               |
| 0 敗            | 0               | 0               | 0               | 0               | 0               | 0               |

| 勝敗 | 対戦相手   | 試合結果                 | 大会名                              | 開催年月日    |
| ○    | 木村浩一郎 | 1R 2:55 フロントチョーク | VALE TUDO JAPAN OPEN 1995 【1回戦】 | 1995年4月20日 |